# Guido II Guidi
Guido II Guidi (fl. X-XI secolo) è stato un nobile franco.

## Biografia
Guido II probabilmente nacque verso la fine degli anni 970, figlio di Tegrimo II e di Gisla-Willa, figlia del marchese Ubaldo II.
Nel 992 Guido, accompagnato da sua madre a causa della sua probabile minore età, compì una donazione a favore del monastero familiare di San Fedele di Strumi. Guido è attestato al fianco di altri aristocratici toscani in un breve recordationis del 1007 di una donazione di Enrico II di Sassonia ai monasteri di San Salvatore al monte Amiata e di Sant'Antimo in Val di Starcia. Nel 1017 e nel 1029 Guido fece altre donazioni a favore del cenobio di Strumi, mentre nel 1024 è attestato la presenza di una proprietà di Guido nel territorio di Pistoia.

## Discendenza
Guido II fu sposato con Imilda, dalla quale ebbe almeno due figli: Guido (III) e Tegrimo (III).